# MK36.III
MK.36.III — немецкий экспериментальный пистолет-пулемёт, разработанный Хуго Шмайссером.

## История
В 1934 г. Хуго Шмайссер предложил новый тип оружия – автоматический карабин MK.34.III под пистолетный патрон 9×19 мм Парабеллум. Фактически это был пистолет-пулемёт, внешне выглядевший как карабин Mauser 98k, так как прицел, ложа, крепление для штыка были позаимствованы от карабина. Этот образец остался на стадии эксперимента – слишком велики были его размеры.
Образец 1936 года MK.36.III был изготовлен уже в нескольких экземплярах, он также имел ложу от карабина. Однако при его создании Шмайссер нарушил патентные права, применив телескопические направляющие трубки возвратно-боевой пружины фирмы Erma Генриха Фольмера, что послужило причиной судебного иска.